# Capella de Sant Josep del convent de Carmelites Descalces
La capella de Sant Josep del convent de Carmelites Descalces és l'església del convent de Carmelites Descalces al raval de Jesús, a Tortosa (Baix Ebre) i és inclosa a l'Inventari del Patrimoni Arquitectònic de Catalunya.

## Descripció
És una església d'una nau única amb capella laterals entre els contraforts i absis poligonal de cinc costats. A l'exterior destaca la imponent presència dels volums que la conformen, molt compactes i d'una austeritat evident; vegeu la maçoneria emprada en els seus murs i contraforts (cal recordar els casos del noviciat de les teresianes, també aquí a Jesús, o dels edificis baixos dels jesuïtes al complex de l'observatori de l'Ebre a Roquetes), mentre el maó és utilitzat a certes parts dels contraforts i en els emmarcaments de les finestres. Els contraforts, escalonats, arriben fins al mateix inici de la teulada, de doble vessants molt pronunciat. Les parts sustentadores -tant poc típiques d'aquesta tipologia constructiva a Catalunya- recauen a solucions pròpies del neogòtic i es presenten com a principi d'organització vertical de l'edifici. L'interior, presenta un absis poligonal de cinc costats que resolt la seva volta amb dos solucions diferents d'arestes reforçades amb nervis. La nau, de cinc trams, es cobreix amb volta de canó i en els dos últims trams es disposà un cor. Les capelles laterals són rectangulars.

## Història
Sembla que als primers anys de la fundació d'aquest convent hi havia una petita capella situada, més o menys, on avui hi ha un reixat al mateix mur esquerre de l'absis de l'actual edifici. Entre 1887 i 1888 es va construir el gran edifici que avui en dia existeix, gràcies a les donacions d'una senyora que va viure els últims anys de la seva vida amb les germanes de la carmelites. Segons es creu, el projecte d'aquesta capella fou pensat en principi per al convent de les serves a Tortosa, que no fou realitzat. Durant la Guerra Civil, fou utilitzada com a fàbrica per produir sabó (els camions penetraven fins a dins de tot l'edifici), i encara que no va sofrir importants desperfectes, cal ressenyar la pèrdua de la major part dels vitralls artístics que decoraven els finestrals alts (les capelles no disposaven de finestres). Fins al moment present, les úniques transformacions realitzades són a nivell ornamental: grans teles pintades a l'oli decoren les capelles laterals (pintures realitzades per una de les germanes del convent).